# Ben Spencer (homme politique)
Pour les articles homonymes, voir Ben Spencer et Spencer.
Benjamin Walter Jack Spencer (né le 11 décembre 1981) est un psychiatre et un homme politique du Parti conservateur britannique. Il est député de Runnymede et Weybridge depuis 2019. Il est actuellement membre du comité restreint du travail et des pensions.

## Carrière médicale
Spencer est un psychiatre qui travaille à la fois au King's College Hospital et à l'hôpital Maudsley. En 2013, il reçoit le prix Advanced Psychiatric Trainee of the Year décerné par le Royal College of Psychiatrists. Au King's College Hospital, il est président du comité de santé physique de la psychiatrie. Il dirige le groupe d'intérêt spécial (SIG) Conservative Health - Mental Health.

## Carrière politique
Spencer se présente dans la circonscription de Camberwell et Peckham en 2017, un siège sûr pour les travaillistes. Il est sélectionné pour le siège conservateur de Runnymede et Weybridge à l'élection générale de 2019 après que le député en exercice, Philip Hammond, ait quitté le groupe en septembre 2019, avec 21 autres députés conservateurs, et annoncé qu'il ne se représenterait pas.